# Sizophila Solontsi
Pas d'image ? Cliquez ici

a Compétitions nationales et continentales officielles uniquement.

b Matchs officiels uniquement.
Dernière mise à jour le 15 septembre 2024.
Sizophila Solontsi, née le 9 mars 1992, est une joueuse internationale sud-africaine de rugby à XV et internationale de rugby à sept évoluant au poste de troisième ligne.

## Biographie
Sizophila Solontsi naît le 9 mars 1992. En 2022, elle joue pour le club des Natal Sharks de Durban. Elle compte treize sélections en équipe d'Afrique du Sud elle est retenue en septembre 2022 pour disputer sous les couleurs de son pays la Coupe du monde de rugby à XV en Nouvelle-Zélande.